# Agata Trzebuchowska
Agata Trzebuchowska (12 aprile 1992) è un'attrice, sceneggiatrice e regista polacca.
 
Ha debuttato nell'industria cinematografica interpretando il ruolo principale nel film Ida del 2013, per il quale è stata candidata a numerosi festival e premi del settore. Lavora come giornalista per Przekrój . 

## Scoperta
Il regista del film Ida, Paweł Pawlikowski, aveva difficoltà a trovare un'attrice che interpretasse il suo personaggio principale, così ha chiesto alla comunità cinematografica di Varsavia di cercare per lui nuovi talenti. Trzebuchowska fu notata da un amico di Pawlikowski mentre era seduta in un bar a leggere un libro. Trzebuchowska non aveva esperienza di recitazione né piani di intraprendere una carriera di attrice, ma accettò di incontrare Pawlikowski perché era una fan del suo film del 2004 My Summer of Love. 

## Filmografia parziale
Attrice
- Ida, regia di Paweł Pawlikowski (2013)

Regista
- Heat (2016)